# هروه ابندا
هروه ابندا (انگلیسی: Hervé Ebanda؛ زادهٔ ۱۴ فوریهٔ ۱۹۷۹) بازیکن فوتبال اهل فرانسه است.